# Cuestión de peso (Paraguay)
Cuestión de peso es un programa de televisión paraguayo, adaptación del programa argentino del mismo nombre, que se dedica a ayudar a un grupo de personas obesas a bajar de peso. Es transmitido desde el 8 de julio de 2013 a las 3:00 p.m. y a partir del 18 de noviembre de 2013 a las 5:30 p.m., luego de que La Tele comprara los derechos a la compañía Endemol. 
A partir de la segunda temporada, es emitido por Telefuturo de 6:30 p.m. a 8:00 p.m., luego de que fuera transferido a La Tele desde la quinta temporada. En 2017, es conducido por Mili Britez hasta mitad de año y luego Karina Doldan retoma la conducción hasta la actual sexta temporada.

## Argumento
En la primera temporada ingresaron doce participantes, que tenían por el objeto el de descenso de peso en forma saludable. La metodología para el descenso de peso consistía en el seguimiento médico, la actividad física y la corrección en las conductas alimentarias. Los participantes competían para llegar a su alta final, siempre que hubiesen cumplido los objetivos de descenso de peso que se les proponían.
El programa apoyo públicamente el tratamiento y sanción de la Ley 4.959 de prevención y tratamiento gratuito para la obesidad.

## Pesajes
Pesajes de control: se realizan para saber cuántos kilos ha bajado el participante. Se realizan los días martes, miércoles y jueves.
Pesajes de eliminación: se realizan los lunes y viernes. Los pesajes de eliminación, dejan fuera del programa a los participantes que no bajan el 1% de su peso anterior. Los pesajes de eliminación de los lunes castigan al participante que haya aumentado de peso con respecto al viernes anterior. Pero los días viernes castiga al participante que no haya logrado disminuir su peso en un 1% con respecto al viernes anterior. El castigo es, como su nombre lo indica, la eliminación del programa.

## Participantes

### Primera temporada (2013-2014)
La primera temporada comenzó el día lunes 8 de julio de 2013 con la presentación de los 12 participantes y finalizó el día viernes 18 de julio de 2014 con el último pesaje de los participantes para saber quiénes formarán parte de la segunda temporada.
| Participante                 | Fecha de ingreso        | Peso inicial | Fecha de eliminación                          | Último peso | Estado                          | Información          |
| ---------------------------- | ----------------------- | ------------ | --------------------------------------------- | ----------- | ------------------------------- | -------------------- |
| Alberto Páez                 | 28 de febrero de 2014   | 217.9 kg     | Pasa a la 2ª temporada el 18 de julio de 2014 | 154.5 kg    | Clasifica                       | Logra bajar 63,4 kg  |
| Cristián Cabrera "Foky Foky" | 14 de abril de 2014     | 184.1 kg     | Pasa a la 2ª temporada el 18 de julio de 2014 | 150.5 kg    | Clasifica                       | Logra bajar 33,8 kg  |
| Dalma Fernández              | 17 de febrero de 2014   | 104.0 kg     | Pasa a la 2ª temporada el 18 de julio de 2014 | 74.8 kg     | Clasifica                       | Logra bajar 28 kg    |
| José Aguayo                  | 10 de junio de 2014     | 200.6 kg     | Pasa a la 2ª temporada el 18 de julio de 2014 | 183.3 kg    | Clasifica                       | Logra bajar 17 kg    |
| María José Britos            | 6 de junio de 2014      | 143.7 kg     | Pasa a la 2ª temporada el 18 de julio de 2014 | 131.4 kg    | Clasifica                       | Logra bajar 12,3 kg  |
| Monserrat Monges             | 20 de mayo de 2014      | 107.6 kg     | Pasa a la 2ª temporada el 18 de julio de 2014 | 95.8 kg     | Clasifica                       | Logra bajar 10,2 kg  |
| Pamela Ovelar                | 6 de junio de 2014      | 140.2 kg     | Pasa a la 2ª temporada el 18 de julio de 2014 | 132.2 kg    | Clasifica                       | Logra bajar 8,0 kg   |
| Raúl Pintos                  | 14 de agosto de 2013    | 185.8 kg     | Pasa a la 2ª temporada el 18 de julio de 2014 | 96.9 kg     | Clasifica                       | Logra bajar 88,8 kg  |
| Silvio Nuñez                 | 19 de febrero de 2014   | 207.3 kg     | Pasa a la 2ª temporada el 18 de julio de 2014 | 144.6 kg    | Clasifica                       | Logra bajar 60,0 kg  |
| Virina Araujo                | 10 de marzo de 2014     | 144.2 kg     | Recibió el alta el 4 de julio de 2014         | 75.3 kg     | Dada de alta                    | Logra bajar 70,4 kg  |
| Virina Araujo                | 8 de julio de 2013      | 144.2 kg     | 3 de febrero de 2014                          | 93.0 kg     | 17.ª eliminada Por subir 1,9 kg | Logra bajar 70,4 kg  |
| Fernando Cuenca "Gordinho"   | 16 de mayo de 2014      | 162.4 kg     | 22 de junio de 2014                           | 127.8 kg    | 26º Eliminado Por subir 1,6 kg  | Logra bajar 34,0 kg  |
| Fernando Cuenca "Gordinho"   | 20 de diciembre de 2013 | 162.4 kg     | 10 de marzo de 2014                           | 118.8 kg    | 20º Eliminado Por subir 0,8 kg  | Logra bajar 34,0 kg  |
| Fernando Cuenca "Gordinho"   | 8 de julio de 2013      | 162.4 kg     | 25 de noviembre de 2013                       | 126.1 kg    | 13º Eliminado Por subir 1,6 kg  | Logra bajar 34,0 kg  |
| Dahiana Rivero               | 16 de mayo de 2014      | 146.7 kg     | 13 de junio de 2014                           | 109.0 kg    | 25º Eliminada Por 0,6 kg        | Logra bajar 35,5 kg  |
| Dahiana Rivero               | 28 de octubre de 2013   | 146.7 kg     | 28 de marzo de 2014                           | 109.7 kg    | 21º Eliminada Por 0,8 kg        | Logra bajar 35,5 kg  |
| Walter Ravinovich            | 18 de octubre de 2013   | 160.1 kg     | Recibió el alta el 30 de mayo de 2014         | 87.3 kg     | Dado de alta                    | Logra bajar 72,8 kg  |
| Claudia Gómez                | 8 de julio de 2013      | 101.2 kg     | Recibió el alta el 31 de marzo de 2014        | 54.9 kg     | Dada de alta                    | Logra bajar 46,3 kg  |
| René Rolón                   | 10 de marzo de 2014     | 137.2 kg     | 26 de mayo de 2014                            | 87.7 kg     | 24º Eliminado Por subir 0.1 kg  | Logra bajar 46,4 kg  |
| René Rolón                   | 8 de julio de 2013      | 137.2 kg     | 3 de enero de 2014                            | 92.7 kg     | 15º Eliminado                   | Logra bajar 46,4 kg  |
| Cristián Alegretti           | 10 de marzo de 2014     | 156.3 kg     | Recibió el alta el 12 de mayo de 2014         | 89.9 kg     | Dado de alta                    | Logra bajar 66,8 kg  |
| Cristián Alegretti           | 30 de agosto de 2013    | 156.3 kg     | 3 de enero de 2014                            | 117.5 kg    | 16º Eliminado Por 0,2 kg        | Logra bajar 66,8 kg  |
| Nancy                        | 1 de mayo de 2014       | 136.1 kg     | 9 de mayo de 2014                             | 134.6 kg    | 23º Eliminada Por 0,1 kg        | Logra bajar 1,5 kg   |
| Liz Vera                     | 1 de noviembre de 2013  | 145.1 kg     | Recibió el alta el 25 de abril de 2014        | 86.4 kg     | Dada de alta                    | Logra bajar 58,7 kg  |
| Liz Vera                     | 8 de julio de 2013      | 145.1 kg     | 12 de agosto de 2013                          | 135.0 kg    | 4ª Eliminada Por subir 0,2 kg   | Logra bajar 58,7 kg  |
| Diego Arámbulo               | 8 de julio de 2013      | 224.5 kg     | 31 de marzo de 2014                           | 121.0 kg    | 22º Eliminado Por subir 0.5 kg  | Logra bajar 103,5 kg |
| Darío Rivero                 | 24 de enero de 2014     | 206.8 kg     | 3 de marzo de 2014                            | 188.3 kg    | 19º Eliminado Por subir 0.2 kg  | Logra bajar 18,5 kg  |
| Nicole Carou                 | 21 de noviembre de 2013 | 87.8 kg      | 24 de febrero de 2014                         | 73.6 kg     | 18.ª eliminada Por subir 1.1 kg | Logra bajar 13,6 kg  |
| Gisselle Carou               | 21 de noviembre de 2013 | 77.9 kg      | 16 de diciembre de 2013                       | 75.0 kg     | 14.ª eliminada                  | Logra bajar 2,9 kg   |
| Belén Báez                   | 9 de octubre de 2013    | 170.4 kg     | 4 de diciembre de 2013                        | 135.2 kg    | Expulsada                       | Logra bajar 35,4 kg  |
| Belén Báez                   | 8 de julio de 2013      | 170.4 kg     | 27 de septiembre de 2013                      | 146.4 kg    | 8ª Eliminada                    | Logra bajar 35,4 kg  |
| Edgar Duarte                 | 9 de octubre de 2013    | 141.0 kg     | 12 de noviembre de 2013                       | 124.6 kg    | Abandona                        | Logra bajar 14,6 kg  |
| Jadiyi Yudis Yaluff          | 30 de agosto de 2013    | 140.5 kg     | 25 de octubre de 2013                         | 114.6 kg    | 12.ª eliminada Por 0,5 kg       | Logra bajar 25,9 kg  |
| Jadiyi Yudis Yaluff          | 19 de julio de 2013     | 140.5 kg     | 9 de agosto de 2013                           | 134.7 kg    | 3ª Eliminada Por 0,2 kg         | Logra bajar 25,9 kg  |
| Shirley Ovelar               | 30 de agosto de 2013    | 100.3 kg     | 25 de octubre de 2013                         | 87.6 kg     | 11.ª Eliminada                  | Logra bajar 12,7 kg  |
| Gisela Pietrafesa            | 30 de agosto de 2013    | 160.3 kg     | 7 de octubre de 2013                          | 150.7 kg    | 10.ª Eliminada                  | Logra bajar 9,6 kg   |
| Cinthia Colina               | 2 de agosto de 2013     | 137.5 kg     | 27 de septiembre de 2013                      | 119.2 kg    | 9ª Eliminada                    | Logra bajar 18,3 kg  |
| Alejandra Manríquez          | 8 de julio de 2013      | 91.3 kg      | 19 de agosto de 2013                          | 82.2 kg     | 7ª Eliminada Por subir 0,6 kg   | Logra bajar 9,1 kg   |
| Mariela Sanabria             | 8 de julio de 2013      | 124.8 kg     | 19 de agosto de 2013                          | 113.2 kg    | 6ª Eliminada Por subir 0,4 kg   | Logra bajar 11,6 kg  |
| Moisés Flor "Monchi"         | 8 de julio de 2013      | 132.1 kg     | 16 de agosto de 2013                          | 121.0 kg    | 5º Eliminado Por 0,6 kg         | Logra bajar 11,1 kg  |
| Rodrigo Domínguez            | 8 de julio de 2013      | 192.9 kg     | 29 de julio de 2013                           | 184.5 kg    | 2º Eliminado Por subir 0,1 kg   | Logra bajar 8,4 kg   |
| Sonia Díaz                   | 8 de julio de 2013      | 91.5 kg      | 19 de julio de 2013                           | 91.0 kg     | 1ª Eliminada Por 0,4 kg         | Logra bajar 0,5 kg   |

- El 23 de agosto de 2013 se realizó el primer repechaje del cual participaron Jadiyi y Liz. Aquella con la mayor cantidad de votos por parte del público, regresaría al programa. Jadiyi fue quien más votos obtuvo (61,72% contra 38,28% de Liz) por lo que reingresa al tratamiento. Cabe destacar que los participantes Sonia y Rodrigo también podían participar del repechaje pero estos decidieron renunciar al mismo por motivos personales.
- El 19 de agosto de 2013 se anunció que al llegar a los próximos cuatro participantes eliminados, se realizará el segundo repechaje; el cual espera Monchi, el mismo día se eliminaron Mariela y Alejandra quedando un solo cupo vacante para que este se realice.
- El 30 de septiembre de 2013 se realizó el segundo repechaje del cual participaron Monchi, Mariela, Alejandra, Belén y Cinthia. Aquel con la mayor cantidad de votos por parte del público, regresaría al programa. Belén fue quien más votos obtuvo (61.43%) por lo que reingresa al tratamiento.
- El 1 de noviembre de 2013 a pedido de la producción, Liz reingresa al tratamiento.
- El 6 de diciembre de 2013 se realizó el tercer repechaje del cual participaron Gordinho, Shirley, Cinthia, Gisella y Alejandra. Aquel con la mayor cantidad de votos por parte del público, regresaría al programa. Gordinho fue quien más votos obtuvo (54.28%) por lo que reingresa al tratamiento. Cabe destacar que los participantes Jadiyi y Rodrigo también podían participar del repechaje pero estos decidieron renunciar al mismo por motivos personales.
- El 3 de marzo de 2014 se realizó el cuarto repechaje del cual participaron Cristián, René, Nicole y Virina. Aquellos tres con la mayor cantidad de votos por parte del público, regresarían al programa. Cristián (42,65%), Virina (29,06%) y René (20,29%) fueron quienes más votos obtuvieron por lo que reingresan al tratamiento. Cabe destacar que la participante Gisselle también podía participar del repechaje pero esta decidió renunciar al mismo por motivos personales.
- El 16 de mayo de 2014 por decisión de Liz reingresa al tratamiento Gordinho y por decisión de Cristián, Dahiana.

| Participante  | Fecha de ingreso      | Fecha de salida        | Estadía |
| ------------- | --------------------- | ---------------------- | ------- |
| Lucía Marty*  | 25 de octubre de 2013 | 31 de octubre de 2013  | 6 días  |
| Virina Araujo | 25 de octubre de 2013 | 7 de noviembre de 2013 | 13 días |

(*) Participante de Cuestión de peso (Argentina) que vino de intercambio a la clínica de Cuestión de peso Paraguay por Virina Araujo.

### Segunda temporada (2014)[actualizar]
La segunda temporada de comenzó el día lunes 21 de julio de 2014 con la presentación de dos de los tres nuevos participantes.
| Participante                 | Edad    | Fecha de ingreso         | Peso inicial | Peso ideal | Fecha de eliminación                    | Último peso | Estado                        | Información         |
| ---------------------------- | ------- | ------------------------ | ------------ | ---------- | --------------------------------------- | ----------- | ----------------------------- | ------------------- |
| Adriana Giménez              | 22 años | 23 de octubre de 2014    | 204.7 kg     | 69.0 kg    |                                         |             | En competencia                | Lleva bajados       |
| Alberto Páez                 | 36 años | 28 de febrero de 2014    | 217.9 kg     | 92.0 kg    |                                         |             | En competencia                | Lleva bajados       |
| Analia Aldana                | 21 años | 29 de julio de 2014      | 79.6 kg      | 57.0 kg    |                                         |             | En competencia                | Lleva bajados       |
| Cristián Cabrera "Foky Foky" | 25 años | 24 de octubre de 2014    | 184.1 kg     | 94.0 kg    |                                         |             | En competencia                | Lleva bajados       |
| Cristián Cabrera "Foky Foky" | 25 años | 14 de abril de 2014      | 184.1 kg     | 94.0 kg    | 20 de octubre de 2014                   | 126.7 kg    | 7º Eliminado Por subir 0.3 kg | Lleva bajados       |
| Diego Arámbulo               | 28 años | 24 de octubre de 2014    | 224.5 kg     | 99 kg      |                                         | 99.5 kg     | En competencia                | Logra bajar 125 kg  |
| Jorge Figueredo              | 23 años | 23 de octubre de 2014    | 213.5 kg     | 84.0 kg    |                                         |             | En competencia                | Lleva bajados       |
| José Aguayo                  | 30 años | 10 de junio de 2014      | 200.6 kg     | 80.0 kg    |                                         |             | En competencia                | Lleva bajados       |
| Juan Noguera                 | 33 años | 21 de julio de 2014      | 301.0 kg     | 76.0 kg    |                                         |             | En competencia                | Lleva bajados       |
| Mariel López                 | 24 años | 22 de julio de 2014      | 130.1 kg     | 70.0 kg    |                                         |             | En competencia                | Lleva bajados       |
| Milena Recalde               | 21 años | 23 de octubre de 2014    | 114.5 kg     | 58.0 kg    |                                         |             | En competencia                | Lleva bajados       |
| Ruth Almada                  | 25 años | 5 de diciembre de 2014   | 109.0 kg     | 60.0 kg    |                                         |             | En competencia                | Lleva bajados       |
| Sofía                        | 21 años | 12 de diciembre de 2014  | 130.1        | 66.0       |                                         |             | En competencia                | Lleva bajados       |
| Juan Cáceres                 | 21 años | 24 de septiembre de 2014 | 175.7 kg     | 83.0 kg    | 28 de noviembre de 2014                 | —           | 10º Eliminado Por 1.0 kg      | Logra bajar         |
| María José Britos            | 21 años | 24 de octubre de 2014    | 143.7 kg     | 72.0 kg    | —                                       | —           | 9ª Eliminada                  | Logra bajar         |
| María José Britos            | 21 años | 6 de junio de 2014       | 143.7 kg     | 72.0 kg    | 20 de octubre de 2014                   | 105.5 kg    | 8ª Eliminada Por subir 0.2 kg | Logra bajar         |
| Monserrat Monges             | 24 años | 20 de mayo de 2014       | 107.6 kg     | 65.0 kg    | 20 de octubre de 2014                   | 81.7 kg     | 6ª Eliminada Por subir 1.2 kg | Logra bajar 24.3 kg |
| Silvio Nuñez                 | 21 años | 19 de febrero de 2014    | 204.6 kg     | 92.0 kg    | 20 de octubre de 2014                   | 116.6 kg    | 5º Eliminado Por subir 1.3 kg | Logra bajar 88 kg   |
| Luz Bella Torres             | 37 años | 24 de septiembre de 2014 | 194.0 kg     | 64.0 kg    | 17 de octubre de 2014                   | —           | Abandona                      | Logra bajar         |
| Luz Bella Torres             | 37 años | 21 de julio de 2014      | 194.0 kg     | 64.0 kg    | 11 de agosto de 2014                    | 183.0 kg    | 2ª Eliminada Por subir 0.6 kg | Logra bajar         |
| Pamela Ovelar                | 27 años | 6 de junio de 2014       | 140.2 kg     | 64.0 kg    | 17 de octubre de 2014                   | 114.7 kg    | 4ª Eliminada Por 0.8 kg       | Logra bajar 25.5 kg |
| Luis Alberto Báez            | 30 años | 20 de agosto de 2014     | 228.6 kg     | 93.0 kg    | 19 de septiembre de 2014                | —           | Abandona                      | Logra bajar         |
| María Teresa López           | 27 años | 13 de agosto de 2014     | 129.5 kg     | 71.0 kg    | 12 de septiembre de 2014                | —           | 3ª Eliminada Por 0.4 kg       | Logra bajar         |
| Raúl Pintos                  | 27 años | 14 de agosto de 2013     | 185.7 kg     | 85.0 kg    | Recibió el alta el 15 de agosto de 2014 | 89.5 kg     | Dado de alta                  | Logra bajar 96.2 kg |
| Dalma Fernández              | 19 años | 17 de febrero de 2014    | 104.0 kg     |            | 28 de julio de 2014                     | 74.4 kg     | 1ª Eliminada Por subir 1.0 kg | Logra bajar 28.4 kg |

- El 16 de septiembre de 2014 se realizó el primer repechaje del cual participaron Rodrigo, Luz Bella, Diego, Dalma, Alejandra, Nancy, Edgar y María Teresa. Aquel con la mayor cantidad de votos por parte del público, regresaría al programa. Luz Bella fue quien más votos obtuvo (37,30% contra 33,35% de Diego) por lo que reingresa al tratamiento.
- El 21 de octubre de 2014 se realizó el segundo repechaje del cual participaron Silvio, Monserrat, Cristián y María José. Aquellos dos con la mayor cantidad de votos por parte del público, regresarían al programa. María José y Cristián fueron quienes más votos obtuvieron por lo que reingresan al tratamiento.
- El 24 de octubre de 2014 por decisión de la producción, Diego reingresa al tratamiento.

## Equipo
El programa es conducido por Karina Doldán y desde la cuarta temporada cuenta con un personal de especialistas en obesidad de la clínica KD Centro de Vida Plena:
- Dr. John Dietze (Médico Cirujano y Director del Centro de Vida Plena)
- Lic. Patricia López (Nutricionista)
- Lic. Camila Oses (Nutricionista)
- Lic. Bettina Servián (Psicóloga)
- Lic. Rodrigo Barreto  (Preparador Físico)
- Gisella "Gigi" Diaz (Entrenadora de participantes)